# Masakazu Kōda
Masakazu Kōda (幸田 将和?, Kōda Masakazu; Prefettura di Ehime, 12 settembre 1969) è un ex calciatore giapponese, di ruolo difensore.